# Астродинаміка

Супутник, що обертається довкола Землі має тангенціальну швидкість і направлене до центру прискорення.

Астродинáміка чи орбітальна мехáніка — застосування балістики та небесної механіки до практичних проблем розрахунку траєкторії польотів ракет чи інших космічних апаратів. Рух цих об'єктів зазвичай визначається на основі законів Ньютона. Астродинаміка є основною галуззю науки для планування польотів на орбіту та контролю за їхнім перебігом.